# カール・セーガン
カール・エドワード・セーガン（Carl Edward Sagan, 1934年11月9日 – 1996年12月20日）は、アメリカの天文学者・作家・SF作家。元コーネル大学教授、同大学惑星研究所所長。NASAにおける惑星探査の指導者。惑星協会の設立に尽力。核戦争というものは地球規模の氷河期を引き起こすと指摘する「核の冬」や、地球工学を用いて人間が居住可能になるよう他惑星の環境を変化させる「テラフォーミング」、ビッグバンから始まった宇宙の歴史を“1年という尺度”に置き換えた「宇宙カレンダー」などの持論で知られる。
1970年代頃までは、日本ではしばしば「カール・サガン」という表記が見られた。1970年代後半に刊行された著作の日本語訳（『宇宙との連帯』『エデンの恐竜』など）では「カール・セイガン」と表記されるようになり、「セーガン」で定着したのは1980年のテレビ番組『コスモス（COSMOS）』およびそのベースとなった書籍以降である。

## 略歴
ニューヨーク市ブルックリン区生まれ。ロシア（現ウクライナ）のカームヤネツィ＝ポジーリシクィイ出身のユダヤ人移民の服職人であった父サム・セーガンと、母レイチェル・モリー・グルーバーの間に出生。当時の子供らと同じように空き地で遊んだりしていたが、家では空想小説を読み、宇宙に想像を巡らせていた。あるとき、1から1000の整数を手書きで綴って、数の大きさに仰天。1939年、ニューヨーク万国博覧会で間近で科学に触れたり、夜に輝く星を見たりすることを通して、「今の自分では計り知れないものがあるのではないか」という疑問を持つに至り、図書館に出向いて司書に「星(star)の本が欲しい」と告げると、映画俳優(star)の写真集を渡されてしまった。そんなことがありながらも、何とか所望の本を入手し、その本に目を通したところ、自動車に乗って街から街へと移動する距離よりもっと長大な空間が存在していることを知る。そこで、天文学者になることを志し、祖父にその旨を明かすと「それは良い考えだが、稼ぎはどうするのか」と言われ、その夢を一度は諦めてしまう。その後、ニュージャージー州に引っ越し、入学した地元の高校で多くの天文学者に出会う。この頃になると「高校卒業後は、父の仕事の関係で洋服の営業職にでもなろう」と考えていたが、学業が優秀だったために奨学金の承認が下り、大学に進学することを決めた。
1951年、シカゴ大学に入学、1955年に物理学の学士号、1956年に修士号、1960年にはジェラルド・カイパーの指導の下で天文学と天体物理学で博士号を得ている。学部時代には、ヘイケガニの人為選択説の仮説を立てた遺伝学者ハーマン・J・マラーを師に、研究室で働いたことがある。その研究室で、キイロショウジョウバエ Drosophila Melanogaster を使った遺伝学実験をしていたが、師の理論とは到底相容れない変種を発見する。そして、重い気持ちでマラーの部屋を訪ね、しどろもどろになりながら変種の発見を報告する。すると、マラーはニコリと微笑み、それは長らく研究室に住みついている蛾の仕業だと明かし（実験機材の取り扱いに慣れていない新米研究員が良く起こす定番のミス）、カールを狼狽させる。
1960年から1962年まではカリフォルニア大学バークレー校でミラー研究員となった。1962年から1968年までスミソニアン天体物理観測所で研究員を務め、ハーバード大学で教鞭をとった。それからコーネル大学へと移り、1971年には正教授になり、以降惑星科学の研究室を率いた。
圏外生物学（宇宙生物学、天体生物学）の開拓者で、一般に地球外知的生命体探索計画のSETIと科学を押し進めたとされる。このように彼の業績には生命科学とのつながりが深いものが多く、惑星探査機、マリナー、バイキング、ボイジャー、ガリレオの実験計画の企画などに携わる。最初の妻は細胞内共生説を提唱した生物学者、リン・マーギュリスであった。
有人宇宙飛行批判の急先鋒でもあり、母国が行ったアポロ計画について「民生利用されている例としてテフロン加工のフライパンと心臓ペースメーカーの2つが挙げられているが、実際は全く無関係に開発されたもの」「仮にアポロ計画で開発された技術があったとしても、数百億ドルつぎ込んだ割りには全く見合わない」とコキ下ろし、ソビエト連邦（現、ロシア）の無人探査「ルナ計画」はアポロ計画より低予算で月の情報を多く収集した点を高く評価している。文才もあり流暢な話術も持ち合わせ、1968年太陽系研究の雑誌「イカロス」の編集長の職に就く、ややもすると退屈な話になりがちな科学的説明はセーガンによってより平易で身近なものと比較したたとえ話、詩的な解説、歴史的IFが大衆に受け入れられる。
科学啓蒙書やSF小説の執筆でも知られる。代表作にはテレビシリーズにもなった『コスモス』、その続編『惑星へ』、映画化されたハードSF小説『コンタクト』や『エデンの恐竜 - 知能の源流をたずねて』などがある。3人目の妻アン・ドルーヤンとの共著も多い。
セーガンの科学啓蒙書に対し、一部の科学者から起こった「科学を単純化しすぎている」という批判には、「科学者たちが考えているより、民衆は賢い」と反論した。1984年と1992年には全米科学アカデミーの会員に推薦されるも、業績が足りないとして入会出来なかった。
1983年に数名の共著の形でTTAPS理論（TTAPS研究）と名付けられたレポートを発表。核戦争は核の冬を起き起こすことを指摘した。
懐疑主義者の顔を持ち、オカルトへの反駁を含む科学評論書『サイエンス・アドベンチャー』『人はなぜエセ科学に騙されるのか』などを著した他、懐疑主義者の団体サイコップの創設メンバーとしても活躍した。彼は科学を「悪霊がさまよう闇の世界を照らすろうそくの光」と比喩で表現した。この表現は2008年のビヨンド・ビリーフシンポジウムのキャッチコピーなど、現在でもしばしば引用される。一方で「頭の中で考えるだけで、コンピュータの乱数発生機構に影響を及ぼすことができる」こと、「感覚を遮断された人たちが、自分に向けられた思考やイメージを受け取ることができる」こと、「ときに幼児が「前世」の事を話し出すことがあり、調べてみると「生まれ変わり」としか思えない考えられないほど詳しい記述」があること、以上の3点については「いまだ疑わしいとはいえ、何らかの実験的支持が得られている」ため、「真実だという可能性がある」と評している
セーガンは太陽系を解明するために打ち上げられた無人惑星探査機計画の大半に参与した。セーガンは、地球外の知的生命によって発見されれば解読されることを前提に、変形しない普遍的なメッセージを太陽系外に飛んで行く探査機に搭載することを考案した。その最初の試みがパイオニア探査機の金属板であった。セーガンはそのデザインをフランク・ドレイクらとの共同で改訂し続け、その集大成が、彼が鋳造に加わったボイジャーのゴールデンレコードで、ボイジャー1号とボイジャー2号に積まれた。火星探査機マーズ・パスファインダーの着陸地点は彼にちなんで「カール・セーガン基地」と名付けられた。
1994年暮れ、何週にも渡り夫カールの腕に残っていた青痣を訝った妻アニーが病院での診療を勧め、渋々ながら検査を受け、骨髄異形成症候群の診断結果が出た。フレッド・ハッチンソン・癌センターにて治療、移植検査で実妹のキャリーの骨髄が適合し、シアトルにて治療にあたる。回復後はニューヨークへと引っ越し、いくつかの研究、TVや映画の企画、自著の校正などをこなし日常生活に戻る。後、再検査にて病気が再発する兆候が見られ病床の人となり化学療法、X線治療と骨髄移植で治療を行うも病状が悪化。闘病中にはセント・ジョン大聖堂、ガンジス川の川辺にてヒンドゥー教徒が、北アメリカのイスラム指導者が回復祈願の祈りを捧げた。病人である当人は懐疑主義者で宗教にも輪廻転生にも懐疑的であったが、このような多くの善意ある振る舞いに勇気づけられたと感謝の言葉を贈っている。
2009年には『コスモス』での映像とセーガンの声を利用して、オートチューンにより楽曲化したミュージック・ビデオ「A Glorious Dawn」がインターネット上で発表され、話題となった。

## 受賞歴
1974年ジョン・W・キャンベル記念賞（『宇宙との連帯』）、クルンプケ・ロバーツ賞、1978年ピューリッツァー賞 一般ノンフィクション部門（『エデンの恐竜――知能の源流をたずねて』）、1981年ヒューゴー賞ノンフィクション部門（『コスモス』） 、1985年本田賞（地球を宇宙的な視座で捉えることにより人類文明を新時代へと導くとともに「核の冬」について警告）、1986年ローカス賞 第一長篇部門（『コンタクト』）、1990年にエルステッド・メダル、1994年に米国科学アカデミーより公共福祉メダルを受賞。
1993年にはアメリカ天文学会が「公共の科学理解のためのカール・セーガン賞」を設立した。最初の受賞者はセーガン自身である。以降、公共の科学理解に寄与した科学者、団体、テレビ番組などが受賞している。セーガンの死後の1997年にはアメリカ天文学会がカール・セーガン記念賞を創設した。これは宇宙の研究と理解のために寄与した人物、団体に贈られる。

## 家族
カール・セーガンは3度結婚した。1957年に生物学者リン・マーギュリスと結婚し、長男ドリオンと次男ジェレミーをもうけた。1968年に芸術家リンダ・サルツマンと結婚し、三男ニックをもうけた。1981年に著述家アン・ドルーヤンと結婚し、長女アレクサンドラ・レイチェル・（サーシャ）・セーガンと四男サミュエル・デモクリタス・セーガンをもうけた。

## 著書

### 単著
- 『宇宙との連帯 異星人的文明論』福島正実訳、河出書房新社、1976年。
  - カール・セイガン『宇宙との連帯』福島正実訳、河出書房新社〈河出文庫〉、1982年10月。
- 『エデンの恐竜 知能の源流をたずねて』長野敬訳、秀潤社、1978年4月。
- 『Cosmos』木村繁訳、朝日新聞社、1980年11月。
- 『Cosmos イラスト版』木村繁訳・構成、朝日新聞社、1981年7月。
- 日経サイエンス編集部 編『太陽系とはどんな宇宙か』日経サイエンス〈One point science〉、1983年11月。ISBN 4-532-06430-9。
- 『コスモス』木村繁訳、朝日新聞社〈朝日文庫〉、1984年4月。
- 『コンタクト』高見浩・池央耿訳、新潮社、1986年6月。ISBN 4-10-519201-9。
  - 『コンタクト』池央耿・高見浩訳、新潮社〈新潮文庫〉、1989年7月。ISBN 4-10-229401-5。
- 『サイエンス・アドベンチャー』中村保男訳、新潮社〈新潮選書〉、1986年11月。ISBN 4-10-600316-3。
- 『惑星へ』 上、岡明人ほか訳、朝日新聞社、1996年3月。ISBN 4-02-256941-7。
- 『惑星へ』 下、岡明人ほか訳、朝日新聞社、1996年3月。ISBN 4-02-256942-5。
  - 『惑星へ』 上、森暁雄監訳、朝日新聞社〈朝日文庫〉、1998年4月。ISBN 4-02-261228-2。
  - 『惑星へ』 下、森暁雄監訳、朝日新聞社〈朝日文庫〉、1998年4月。ISBN 4-02-261229-0。
- 『カール・セーガン科学と悪霊を語る』青木薫訳、新潮社、1997年9月。ISBN 4-10-519203-5。
  - 『人はなぜエセ科学に騙されるのか』 上巻、青木薫訳、新潮社〈新潮文庫〉、2000年11月。ISBN 4-10-229403-1。 - 『カール・セーガン科学と悪霊を語る』（1997年刊）の改題。
  - 『人はなぜエセ科学に騙されるのか』 下巻、青木薫訳、新潮社〈新潮文庫〉、2000年11月。ISBN 4-10-229404-X。
  - 『悪霊にさいなまれる世界「知の闇を照らす灯」としての科学』 上、青木薫訳、早川書房〈ハヤカワ文庫 NF356〉、2009年7月。ISBN 978-4-15-050356-7。 - 『人はなぜエセ科学に騙されるのか』（新潮社2000年刊）の改題。
  - 『悪霊にさいなまれる世界「知の闇を照らす灯」としての科学』 下、青木薫訳、早川書房〈ハヤカワ文庫 NF357〉、2009年7月。ISBN 978-4-15-050357-4。
- 『百億の星と千億の生命』滋賀陽子・松田良一訳、新潮社、2004年6月。ISBN 4-10-519204-3。
  - 『百億の星と千億の生命』滋賀陽子・松田良一訳、新潮社〈新潮文庫〉、2008年8月。ISBN 978-4-10-229405-5。

### 共著・編著・共編著
- カール・サガン、ジョナサン・ノートン・レナード 著、ライフ編集部 編『惑星の天文学』タイムライフブックス〈ライフ/人間と科学シリーズ〉、1974年。
- カール・セイガン 編『異星人との知的交信』金子務・佐竹誠ほか訳、河出書房新社、1976年。
- カール・セーガン構成『コスモス/宇宙』 第1巻、小尾信弥監修、旺文社、1980年10月。
- カール・セーガン構成『コスモス/宇宙』 第2巻、小尾信弥監修、旺文社、1980年11月。
- カール・セーガン構成『コスモス/宇宙』 第3巻、小尾信弥監修、旺文社、1980年12月。
- カール・セーガン構成『コスモス/宇宙』 第4巻、小尾信弥監修、旺文社、1981年。
- F・ドレイク共著 著、日経サイエンス編集部 編『ET＜地球外生物＞と交信する方法』日経サイエンス〈One point science〉、1984年2月。ISBN 4-532-06444-9。
  - C.セーガンほか 著、日経サイエンス編集部 編『ワンポイント・サイエンス』 1巻、日本障害者リハビリテーション協会、1999年10月。 - 録音データ CD-ROM1枚。『ET＜地球外生物＞と交信する方法』（1984年）の改題。
- アン・ドルーヤン共著『ハレー彗星』小尾信弥訳、集英社、1985年11月。
- カール・セーガン構成『グランド・コスモス』秦靖幸解説、旺文社、1985年8月。
- カール・セーガンほか『核の冬 第三次世界大戦後の世界』野本陽代訳、光文社、1985年7月。ISBN 4-334-96013-8。
  - カール・セーガンほか『核の冬 第三次世界大戦後の世界』野本陽代訳、日本点字図書館 (製作)、1988年5月。
- アン・ドルーヤン共著『はるかな記憶 人間に刻まれた進化の歩み』 上、柏原精一ほか訳、朝日新聞社、1994年1月。ISBN 4-02-256678-7。
- アン・ドルーヤン共著『はるかな記憶 人間に刻まれた進化の歩み』 下、柏原精一ほか訳、朝日新聞社、1994年1月。ISBN 4-02-256679-5。
  - アン・ドルーヤン共著『はるかな記憶 人間に刻まれた進化の歩み』 上、柏原精一・佐々木敏裕・三浦賢一訳、朝日新聞社〈朝日文庫〉、1997年8月。ISBN 4-02-261205-3。
  - アン・ドルーヤン共著『はるかな記憶 人間に刻まれた進化の歩み』 下、柏原精一・佐々木敏裕・三浦賢一訳、朝日新聞社〈朝日文庫〉、1997年8月。ISBN 4-02-261206-1。